# Poste-frontière de Parikkala–Syväoro
Parikkalan raja-asema (finnois : poste-frontière de Parikkala) ou Parikkala–Syväoro est un poste-frontière entre la Finlande et la Russie situé dans la commune de Parikkala en Finlande et Syväoro en République de Carélie,.

## Géographie
Le poste frontière est ouvert les jours ouvrés de 7h00 à 18h00.
Côté Finlande, le poste-frontière est à Parikkala.
Côté Russie le point de passage frontalier est situé à Syväoro, Elisenvaara (russe : Сювяоро). Elisenvaara est une agglomération et une zone rurale du Raïon de Lahdenpohja de la République de Carélie.